# 京都府立丹後緑風高等学校
京都府立丹後緑風高等学校（きょうとふりつ たんごりょくふうこうとうがっこう）は、京都府京丹後市久美浜町橋爪および同市網野町網野に所在する公立高等学校。

## 設置学科
久美浜学舎
- アグリサイエンス科
- みらいクリエイト科

網野学舎
- 普通科
- 企画経営科

## 沿革
丹後地域で進む少子化に伴い、2020年（令和2年）4月に京都府立久美浜高等学校と京都府立網野高等学校を統合して開校。統合後もそれぞれの高校が久美浜学舎、網野学舎として存置され、2つの学舎を有する。校名には「浜風のように新たな教育の風を起こしてほしい」という願いが込められている。
- 2019年（平成31年）1月 - 京都府教育委員会が新校名案を発表[2]
- 2019年（令和元年）9月 - 設置[3]
- 2020年（令和2年）4月 - 開校[4]

## 部活動
- カヌー部（久美浜学舎）
- レスリング部（網野学舎）
- 陸上競技部
- バスケットボール部
- バレーボール部
- ソフトテニス部
- 野球部
- 剣道部
- サッカー部
- 美術部
- 華道部
- 茶道部
- 吹奏楽部
- 軽音楽部
- 情報処理部
- ボランティア部
- ESS部

## 交通アクセス
- 久美浜学舎：京都丹後鉄道宮津線かぶと山駅下車
- 網野学舎：京都丹後鉄道宮津線網野駅下車